# Amie Wilkinson
Amie Wilkinson (Boston, 1968) é uma matemática estadunidense, professora da Universidade de Chicago.
Obteve um PhD na Universidade da Califórnia em Berkeley em 1995, orientada por Charles Chapman Pugh, com a tese Stable Ergodicity of the Time-One Map of a Geodesic Flow.
Recebeu o Prêmio Ruth Lyttle Satter de Matemática de 2011.
Foi palestrante convidada do Congresso Internacional de Matemáticos em Hyderabad (2010: "Dynamical Systems and Ordinary Differential Equations").
Em 2013 foi eleita fellow da American Mathematical Society, por "contributions to dynamical systems". Em 2019 foi eleita para a Academia Europaea.